# Vasile Copilu-Cheatră
Vasile Copilu-Cheatră (pseudonimul lui Vasile Copilu; n. 5 aprilie 1912, Vulcan, Hunedoara, România – d. 7 decembrie 1997, Brașov, România) a fost un poet, prozator și jurnalist român.

## Biografie
Este fiul Iulianei (născută Todor) și al lui Ioan Copilu, miner și agricultor.
A făcut cinci clase elementare în Iara, jud. Cluj (1919-1924), patru gimnaziale la Liceul de Băieți din Turda (1925-1929), urmate de alte trei la Școala Normală de Învățători din Cluj (1929-1932), ajungând în cele din urmă învățător în Albac (1934-1938). 
În 1937 își trece - în urma unor examene de diferență -  bacalaureatul la Liceul „Gheorghe Barițiu" din Cluj.
Între 1939-1946 urmează Școala Normală Superioară de pe lângă Universitatea din Cluj după care Academia Pedagogică (1940-1942) și Facultatea de Litere și Filosofie din București (1944-1946). La 14 octombrie 1947 i se naște singurul copil, Sabina Copilu.
Din 1948 și până în 1953 este subinspector și inspector școlar la Cluj unde deține funcții didactice și administrative. 
Debutează în 1926 - cu proză - la revista „Patria“ condusă de Ion Agârbiceanu care i-a dat supranumele „Cheatră“.
Editorial a debutat în anul 1933 cu romanul „Neamul nevoii“, Editura Anca din Cluj.
A contribuit la întemeierea revistelor „Lanuri" (Mediaș, 1933-1939), alături de George Popa și Mihai Axinte, „Crai nou" (Cluj, 1937) și „Detunata" pe care o și conduce (Alba Iulia, 1943-1944), alături de Ioan Popa-Zlatna și I.V. Munteanu. 
S-a afirmat în poezie încă în anii interbelici, ca făcând parte din generația tânără a poeților, alături de Mihai Beniuc, Aron Cotruș, Ion Th. Ilea, Emil Giurgiuca, George Boldea.
Colaborează la „Arieșul" (Turda), „Patria", „Darul vremii", „Herald", „Fruncea", „Gând românesc" „Universul literar", „Curentul literar", „Blajul", „Familia", „Luceafărul", „Revista Fundațiilor Regale" și „Symposion", iar după război, la „Orizont", „Tribuna", „Steaua", „Astra", „Vatra", „Familia" și „România literară". 
La 22 mai 1950 poetul este arestat de către securitatea comunistă, pe motive politice, fiind încarcerat  timp de aproape trei ani în „lagărul morții“ de la Capul Midia. Acolo va scrie „Balada popândăului“, pusă pe muzică de către compozitorul Dizmacec pe care îl cântă deținuții. Alături de el se aflau încarcerați prințul Sturza, generalul Leonard Mociulschi, Corneliu Coposu etc. După eliberarea din lagăr i se interzice pentru multă vreme publicarea și rămâne în domiciliu forțat la Brașov fiind în permanență suspectat și supravegheat de către securitate. Totuși activează sub control sever în învățământ și în cadrul teatrului și al filarmonicii locale. I se permite să publice doar culegeri de folclor, astfel publicând fără înregistrări de carte, "Cântece noi despre Avram Iancu“ (1968),  „Cântece pentru Avram Iancu“ (1972),  „Iancule, ce mândru ești“ (1972). La Brașov, în ciuda vechilor sale convingeri politice, încearcă o reintegrare în literatura vremii.
Vasile Copilu-Cheatră își reia activitatea în formele inițiale, de întâlniri cu publicul, permise în mod organizat, ceea ce însemna și controlat, pentru a nu aduce prin poezia sa jigniri ori vreo atingere regimului. Așa se explică prezența sa la șezători literare, întâlniri cu scriitorii, simpozioane, conferințe și chiar promovarea lui, într-o funcție mai mult administrativă, de secretar al Asociației Scriitorilor din Brașov.  În anul 1981, cu scop de propagandă politică din partea regimului, i se permite să meargă pe urmele mentorului și prietenului său Aron Cotruș, pentru adunarea unor manuscrise și corespondențe ale acestuia -  împreună cu Christian W. Schenk – în Spania, Portugalia și Franța. În Spania îl reîntâlnește pe Salvador Dali. În urma acestor materiale a apărut „Resurecția unui poet: Aron Cotruș”, București, 1981  semnată de Ion Dodu Bălan. Drept mulțumire, în același an, Ion Dodu Bălan îi prefațează și publică antologia de autor „Cântecul moților“.

## Opera
- Neamul nevoii”, Editura Anca, Cluj, 1933;
- Cartea moțuluipoeme, Editura Lanuri Mediaș, 1937;
- Carte de rugăciuni versuri, Editura Asociației Scriitorilor din Ardeal, Sibiu, 1941;
- Cântece cu călușul în gură,  Editura Cugetarea, București, 1942;
- Viața lângă cer, nuvele, Editura Detunata, Zlatna, 1943;
- Bună dimineața, Țară!”, Editura Asociației Scriitorilor din Ardeal, Cluj, 1945;
- Cântecul moților, prefață de Ion Dodu Bălan, Editura Minerva, București 1981;
- Iara, Editura Dacia Cluj Napoca, 1989;
- Psalmii solomonarului de la Groapa Papii, Volum șapirografiat Brașov, 1995;
- Ulița copilăriei, versuri, Editura Symposion Brașov, 1998. (postmortem);
- Craiul munților, Editura Dealul Melcilor, Brașov, 1998. (postmortem).
- Este prezent în antologia bilingvă: Streiflicht – Eine Auswahl zeitgenössischer rumänischer Lyrik (81 rumänische Autoren), - "Lumina piezișă", antologie bilingvă cuprinzând 81 de autori români în traducerea lui Christian W. Schenk, Dionysos Verlag Kastellaun Germania 1994, ISBN 3980387119

#### În manuscrise
- „Zodia berbecului”  - roman autobiografic,
- „Balada popândăului” - Amintiri din lagăr,
- „Lacrimi pentru serafimi” - scriitori pe care i-am cunoscut.